# Cathédrale de Montalcino
La cathédrale de Montalcino est une église catholique romaine de Montalcino, en Italie. Il s'agit d'une cocathédrale de l'archidiocèse de Sienne-Colle di Val d'Elsa-Montalcino.